# Harry Fraud
Рорі Вільям Квіґлі (укр. Rory William Quigley, нар. 26 січня 1987, Нью-Йорк, Сполучені Штати), більш відомий як Harry Fraud — американський музичний продюсер. 
Фрад почав займатися продюсуванням у ранньому віці і почав стажуватися на студії звукозапису після закінчення школи. Його першим помітив French Montana під час запису у Чайнатауні, на Мангеттені на початку 2009 року, а згодом він став одним з найпопулярніших продюсерів нью-йоркського андеграунду. Він привернув увагу мейнстріму, коли його пісня з French Montana Shot Caller стала одним з найпопулярніших треків на міському радіо у 2011-2012 роках.

## Кар'єра

### Раннє життя
Harry Fraud народився в музичній родині, де його батьки разом грали в гурті. Його батько - гітарист, а мати - співачка. Його батько займався концертним бізнесом, що дало Фраду доступ до інструментів і апаратури для запису вже у ранньому віці. Свої перші програвачі він отримав на Різдво, а наступного року отримав те, що він назвав «гівняним семплером». Саме після придбання свого першого MPC він почав серйозно займатися створенням бітів.
Після закінчення школи Фрад почав стажуватися на студії звукозапису, де вперше познайомився з Pro Tools. На нього також вплинув Fafu з BlesteNation, який був продюсером у тій самій будівлі. Вступивши до коледжу, він придбав Pro Tools для себе, швидко занурившись у комп'ютер, який швидко перетворився на його головне заняття: «Я не робив жодної [шкільної] роботи. Я навіть не ходив на заняття. Це було жахливо», - стверджував Фрад в інтерв'ю Nah Right. Під час навчання в коледжі він познайомився зі своїм другом Red Walrus, який зараз є керівником гурту, з яким працює Фрад, і вони здружилися, копаючись у ящиках з вініловими платівками, купуючи їх. Одна з його музичних композицій була використана на Міжнародній премії «Еммі», і Фрад завдячує своєму батькові за те, що він достукався до її організаторів. Композиторську роботу Фрада згодом високо оцінив Саймон Ковелл, який на церемонії звернув увагу на музику Фрада і навіть попросив ненадовго включити її під час свого виступу.

### French Montana і Coke Boys
Гаррі Фрад став відомим завдяки співпраці з French Montana над піснею New York Minute за участю Jadakiss з п'ятого мікстейпу Френча Mac Wit Da Cheese, що вийшов 19 квітня 2009 року. В інтерв'ю журналу Rolling Stone 2013 року Фрад розповів, що вперше зустрівся з близьким другом і артистом French Montana під час запису на студії в Чайнатауні. Фрейд пригадує, що записував для когось пісню, в якій Френч був запрошеним виконавцем. За дивним збігом обставин, на будівлю студії нагрянула поліція після того, як надійшла інформація про те, що в цьому ж будинку виготовляють підроблені сумочки Gucci та Louis Vuitton. Втративши місце в студії, Фрад відкрив власну в Брукліні, де вони «познайомилися і потоваришували».
Після виходу New York Minute обидва артисти записали пісню We Playin In The Wind для шостого мікстейпу Френча Монтани The Laundry Man 2, що вийшов 29 червня 2009 року. Розширена версія пісні увійшла до сьомого мікстейпу Френча Cocaine Konvicts, що вийшов 25 вересня. Відтоді продакшн Гаррі Фрада був основним у музиці Френча, ставши для Фрада воротами до співпраці з іншими відомими артистами. Після успіху New York Minute репер Ma$e звернувся до Френча Монтана з пропозицією зробити ремікс, який вийшов на восьмому мікстейпі Френча Coke Wave 2 у листопаді того ж року. Fraud зпродюсував кілька треків з дев'ятого мікстейпу Френча Mac & Cheese 2, випущеного 6 травня 2010 року, та десятого мікстейпу Френча Coke Boys, випущеного 15 вересня, у співпраці з реперами Coke Boys Chinx Drugz, Cheeze, Flip та Brock.
Він привернув увагу мейнстріму, коли його трек з French Montana Shot Caller став одним з найпопулярніших треків на міському радіо в 2011-2012 роках. Пісня, яка була перевидана як сингл 10 січня 2012 року, спочатку входила до одинадцятого мікстейпу Френча Mister 16: Casino Life, випущеного 15 лютого 2011 року. Гаррі Фрад спродюсував весь мікстейп, а також його наступний дванадцятий мікстейп Coke Boys 2, випущений 19 серпня того ж року. Завдяки Френчу, Фрад познайомився із репером Chinx Drugz. Вони продовжили роботу над спільним мікстейпом Flight 2011, який вийшов 11 березня 2011 року, а також над кількома треками з його наступного мікстейпу Cocaine Riot, випущеного 19 квітня того ж року. Робота Фрада також увійшла до спільного мікстейпу Френча з Juicy J та Project Pat Cocaine Mafia, випущеного 20 грудня 2011 року. У 2012 році, з популярністю Shot Caller, було випущено ремікс за участю реперів Ріка Росса та Шона Комбза.

### Cigarette Boats, Adrift і Saaab Stories
10 липня 2012 року Фрад та репер Currensy випустили спільний мініальбом під назвою Cigarette Boats, який журнал XXL назвав «Мініальбомом 2012 року». 8 березня 2013 року Fraud випустив свій дебютний мікстейп під назвою Adrift, який станом на 21 квітня 2013 року завантажили 115 000 разів на DatPiff. У мікстейпі взяли участь Action Bronson, Bun B, Slim Thug, Rick Ross, French Montana, Prodigy, Wiz Khalifa, Juicy J, Kool G Rap, Trae tha Truth, Mac Miller, Chinx Drugz, Currensy, Chevy Woods, Danny Brown і Pusha T та багато інших. Цей реліз він спродюсував повністю сам.
8 квітня 2013 року Фрад та репер Eddie B випустили спільний мініальбом під назвою Horsepower на лейблі Man Bites Dog Records. Fraud також випустив мініальбом під назвою Scion A/V Presents: High Tide на лейблі Scion AV 7 травня 2013 року. У цьому мініальбомі взяли участь Earl Sweatshirt, Tech N9ne, French Montana, Action Bronson, Riff Raff, Mistah F.A.B., Troy Ave, Smoke DZA та Chinx Drugz. Того ж дня він випустив на iTunes мініальбом зі своїми інструменталами під назвою Royal Ralm. 11 червня 2013 року Fraud випустив спільний проект з Action Bronson під назвою Saaab Stories. У проекті були представлені спільні роботи з Raekwon, Wiz Khalifa та Prodigy. Він дебютував на 63 місці в чарті Billboard 200.
22 липня 2013 року було оголошено, що лейбл Фрада Surf School підписав контракт з новим лейблом Priority Records, який працює в рамках Capitol Music Group. Він пообіцяв випустити проект з French Montana після виходу альбому Монтани Excuse My French. Він також розкрив плани випустити спільний мікстейп з Riff Raff і свій дебютний альбом наприкінці 2013 року. Fraud та Eddie B також оголосили, що випустять повноформатний альбом під назвою Paper, Piff & Polo протягом 2013 року. 6 жовтня 2013 року Smoke DZA оголосив, що випустить спільний мініальбом з Currensy, повністю спродюсований Harry Fraud. Він також заявив, що в майбутньому сподівається попрацювати з нью-йоркськими реперами Jay-Z та Cam'ron. Fraud називав The Alchemist своїм улюбленим продюсером.

## Музичний стиль
Творчість Harry Fraud описують як «важку, туманну музику з нью-йоркським відтінком». У своїй творчості Fraud значною мірою спирається на семпли, і він став відомим завдяки тому, що трансформує маловідомі композиції у гучні і важкі біти. В інтерв'ю HipHopDX Fraud описав свій стиль так: «Найважливіше для мене в продакшені - це те, що я завжди намагаюся зробити щось унікальне. Якщо я підходжу до продюсування - чи то на основі семплів, чи то починаючи з чогось, що виникає в моїй голові, - я завжди намагаюся зробити це у зовсім нетиповий спосіб. Тож якщо я відчуваю, що рухаюся по шляху, яким рухаються більшість в цей момент, я обов'язково спробую звернути ліворуч і зробити щось своє. Я намагаюся уникати певного стилю, так би мовити». Далі він описав використання ударних у своїх бітах, заявивши: «Я просто намагаюся зробити сильне звучання ударних - неважливо, чи це вже потужний звук, великий снейр або дуже слабенький рімшот - я хочу бути впевненим, що звучання ударних завжди відчуватиметься, незважаючи ні на що». В інтро своїх інструменталів Фрад використовує власний звуковий тег, створений з голоса співачки Фанеші Фабр: «La musica de Harry Fraud» (укр. Музика Гаррі Фрада).

## Дискографія

### Альбоми

#### Студійні альбоми
- 2012 — Rugby Thompson (з Smoke DZA)
- 2013 — Paper, Piff & Polo (з Eddie B)
- 2016 — He Has Risen (з Smoke DZA)
- 2020 — The OutRunners (з Currensy)
- 2020 — The Director's Cut (з Currensy)
- 2020 — Keep Going (з Larry June)
- 2021 — The Fraud Department (з Jim Jones)
- 2021 — Borrowed Time (з Dark Lo)
- 2021 — Hoffa (з Dave East)
- 2022 — Montega (з French Montana)
- 2022 — You Take the Credit, We'll Take the Check (з Jay Worthy)
- 2022 — Beyond Belief (з 38 Spesh)
- 2023 — Virtuoso (з Valee)
- 2023 — Life After Neph (з RXKNephew)

#### Мініальбоми
- 2012 — Cigarette Boats (з Currensy)
- 2013 — Royal Palm (інструментальний альбом)
- 2013 — Saaab Stories (з Action Bronson)
- 2018 — Glass (з Meyhem Lauren)
- 2018 — The Marina (з Currensy)
- 2020 — Glass 2.0 (з Meyhem Lauren)
- 2020 — Eat When You're Hungry, Sleep When You're Tired (з Jay Worthy)
- 2020 — Bonus Footage (з Currensy)
- 2021 — The Plugs I Met 2 (з Benny the Butcher)
- 2021 — Regatta (з Currensy)
- 2021 — High Fashion (з Lil Peep)
- 2023 — Vices (з Currensy)

### Мікстейпи
| LP - 2009 — B4 (з різними виконавцями BlesteNation) - 2011 — Flight 2011 (з Chinx Drugz) - 2011 — One Way Out (з Star Bred) - 2012 — Rob Zombie (з Isaiah Toothtaker і Rapewolf) - 2013 — Adrift (з різними виконавцями) - 2013 — Horsepower (з Eddie B) - 2013 — The Johnny Utah Story (з Eddie B) - 2015 — M.I.N.K.S. (з Daytona) - 2015 — Rogues Playlist Vol.1 (компіляція) - 2016 — Rogues Playlist Vol.2 (компіляція) - 2017 — The Coast (з різними виконавцями) | EP - 2011 — The Lucky 7 (з Eddie B) - 2013 — Scion A/V Presents: High Tide (з різними виконавцями) - 2013 — The Stage (з Smoke DZA і Curren$y) - 2014 — Projection (з Adrian Lau) - 2014 — Mac & Cheese: The Appetizer (з French Montana) - 2015 — Blue / Green (інструментальний альбом) - 2015 — Visionary (з Haze) |